# Associazione Polisportiva Savoia 1968-1969
Questa voce raccoglie le informazioni riguardanti il Savoia nelle competizioni ufficiali della stagione 1968-1969.

## Stagione
La stagione 1968-1969 fu la 47ª stagione sportiva del Savoia.
Serie D 1968-1969: 4º posto

## Divise
| Manica sinistra · Maglietta · Manica destra · Pantaloncini · Calzettoni |

## Organigramma societario
Area direttiva
- Presidente:  Giuseppe Prisco
- Vice presidente: Giovanni Russo, Pasquale Carotenuto
- Dirigenti: Farinelli, Corcione, Ciotola, De Carluccio, Montuori, Manzo, Piro, Correale, Francesco De Robbio, Tufano, Pucillo, Caso, Pignataro, Spera, Ferrandino, Iovino, Alfani, Genovese

Area organizzativa
- Segretario generale: Giovanni Esposito

Area tecnica
- Allenatore:  Jone Spartano e  Giulio Lopez poi
 Pietro Santin dall'8^

Area sanitaria
- Medico sociale: Antonio Ciniglio
- Massaggiatori: Mastromarino, Vecchione

## Rosa
| N. |                   | Ruolo | Calciatore                   |
| -- | ----------------- | ----- | ---------------------------- |
|    | Italia (bandiera) | P     | Gaspare Boesso               |
|    | Italia (bandiera) | P     | Luigi Farinelli              |
|    | Italia (bandiera) | D     | Enzo Bertossi                |
|    | Italia (bandiera) | D     | Vittorio Di Mauro            |
|    | Italia (bandiera) | D     | Guido Doz                    |
|    | Italia (bandiera) | D     | Giuseppe Viganò              |
|    | Italia (bandiera) | C     | Domenico Busiello (capitano) |
|    | Italia (bandiera) | C     | Pietro Santin                |
|    | Italia (bandiera) | A     | Luciano Eco                  |
|    | Italia (bandiera) |       | Andrian                      |
|    | Italia (bandiera) |       | Mario Balzano                |
|    | Italia (bandiera) |       | Mario Bonfanti               |

| N. |                   | Ruolo | Calciatore       |
| -- | ----------------- | ----- | ---------------- |
|    | Italia (bandiera) |       | Augusto Bordetto |
|    | Italia (bandiera) |       | Caprari          |
|    | Italia (bandiera) |       | Ciro Esposito    |
|    | Italia (bandiera) |       | Giuseppe Franzò  |
|    | Italia (bandiera) |       | Giulio Griffi    |
|    | Italia (bandiera) |       | Mario Magagnotti |
|    | Italia (bandiera) |       | Olcelli          |
|    | Italia (bandiera) |       | Angelo Orsi      |
|    | Italia (bandiera) |       | Alessandro Nedi  |
|    | Italia (bandiera) |       | Carmine Picone   |
|    | Italia (bandiera) |       | Valeri           |

## Calciomercato
| Acquisti | Acquisti | Acquisti | Acquisti   |
| R.       | Nome     | da       | Modalità   |
| -------- | -------- | -------- | ---------- |
|          |          |          | definitivo |

| Cessioni | Cessioni | Cessioni | Cessioni   |
| R.       | Nome     | a        | Modalità   |
| -------- | -------- | -------- | ---------- |
|          |          |          | definitivo |